# Vráto
Vráto (německy Brod) je obec ležící v okrese České Budějovice, kraj Jihočeský, zhruba 4 km východně od centra Českých Budějovic, při silnici do Rudolfova. Žije zde 513 obyvatel.

## Historie
První zmínky o vsi (Brad, Brod) pocházejí z roku 1375.
V letech 1850 až 1951 bylo Vráto samostatnou obcí s osadou Hlinsko (před 1. světovou válkou čítala ves 837 obyvatel, z toho 556 české a 281 německé národnosti), v letech 1943-45 s osadou Dubičné; poté mezi roky 1952 a 1960 přičleněno k městu České Budějovice. V letech 1960-75 bylo opět samostatnou obcí s osadou Hlinsko, počínaje rokem 1976 byly obě vesnice připojeny k Rudolfovu. Status obce získalo Vráto znovu ke dni 24. listopadu 1990; osada Hlinsko, která do té doby sdílela osudy s Vrátem, však tehdy zůstala součástí Rudolfova.

## Obyvatelstvo
Kolem roku 1860 mělo Vráto 31 domů, ve kterých žilo 216 převážně německy hovořících katolíků. Osada Hlinsko, která byla k Vrátu připojena roku 1850, byla česko-německá, tvořilo ji 17 domů + 2 samoty a dohromady v ní žilo 179 obyvatel katolického vyznání. Roku 1900 bylo ve Vrátu napočítáno 62 domů s 688 převážně německými obyvateli, Hlinsko mělo 24 domů a 160 obyvatel. K roku 1915 se ve Vrátu uvádí 837 obyvatel: 556 Čechů a 281 Němců. V osadě Hlinsko v té době žilo 179 Němců a 117 Čechů. Dohromady tak měla obec 1133 obyvatel. V roce 1921 bylo ve Vrátě, včetně Hlinska, 149 domů, ve kterých žilo 1400 obyvatel, z toho 996 se hlásilo k české národnosti a 369 k německé. V samotném Vrátu tedy bylo 106 domů a 1029 obyvatel (782 Čechů a 222 Němců), v osadě Hlinsko bylo 43 domů, ve kterých žilo 371 obyvatel, z nichž bylo 214 Čechů a 147 Němců. V roce 1930 bylo ve Vrátě 145 čísel popisných, ve kterých bydlelo 1100 lidí. Z nich se k Čechům hlásilo 862 osob a k Němcům 232. 674 bylo římských katolíků, 277 československých a 111 bez vyznání. V osadě Hlinsko bylo 61 čísel popisných se 451 obyvateli. 328 bylo české a 116 německé národnosti. Podle náboženské příslušnosti bylo z nich 322 římských katolíků, 97 členů československé církve a 24 bez vyznání.
V červnu a červenci 1945 byla ve Vrátě provedena konfiskace majetku německých obyvatel, kteří byli internováni ve sběrném táboře v nedalekém Suchém Vrbném a později odsunuti do Německa. V obci zůstalo jen několik Němců, žijících ve smíšených manželstvích. V roce 1946 odešlo menší množství převážně mladých obyvatel Vráta dosídlit pohraničí.
Roku 2001 mělo Vráto pouze 69 domů a 200 obyvatel. Jeho původní místní část Nové Vráto, která od roku 1960 spadá pod České Budějovice, měla v témže roce ovšem 191 domů a 695 obyvatel.

## Pověst
Budějovický učitel Willibald Böhm zaznamenal ještě ve 20. letech 20. století v nedalekém Rudolfově starobylou pověst. Praví se v ní zhruba toto: Jeden sedlák oral na poli mezi Vrátem a Rudolfovem. Před polednem se u něj zčista jasna objevila bíle oděná žena, která ho oslovila jménem a přikázala mu, ať koně přepřáhne do vozu a následuje jí. Sedlák poslechl a žena ho zavedla k bráně od podzemní chodby. Chodba ústila do sálu naplněného zlatými a stříbrnými mincemi. Když do něj sedlák chodbou dojel, žena zmizela a neznámý hlas na sedláka zavolal, ať si nabere, co uveze. Sedlák tak učinil a s plně naloženým vozem jel k východu. Neznámý hlas ho začal pokoušet, ať si nabere ještě víc, ale on rychle spěchal k ven. Sotva vyjel na světlo, odbilo poledne a brána s rámusem zmizela. Z podzemí ještě zaslechl výkřik: "Du hast dich gut beraten!" - "Dobře sis poradil!" Sedlák pak šťastně dorazil i s pokladem domů do Vráta.

## Pamětihodnosti
- Kaple z doby kolem roku 1900

## Galerie

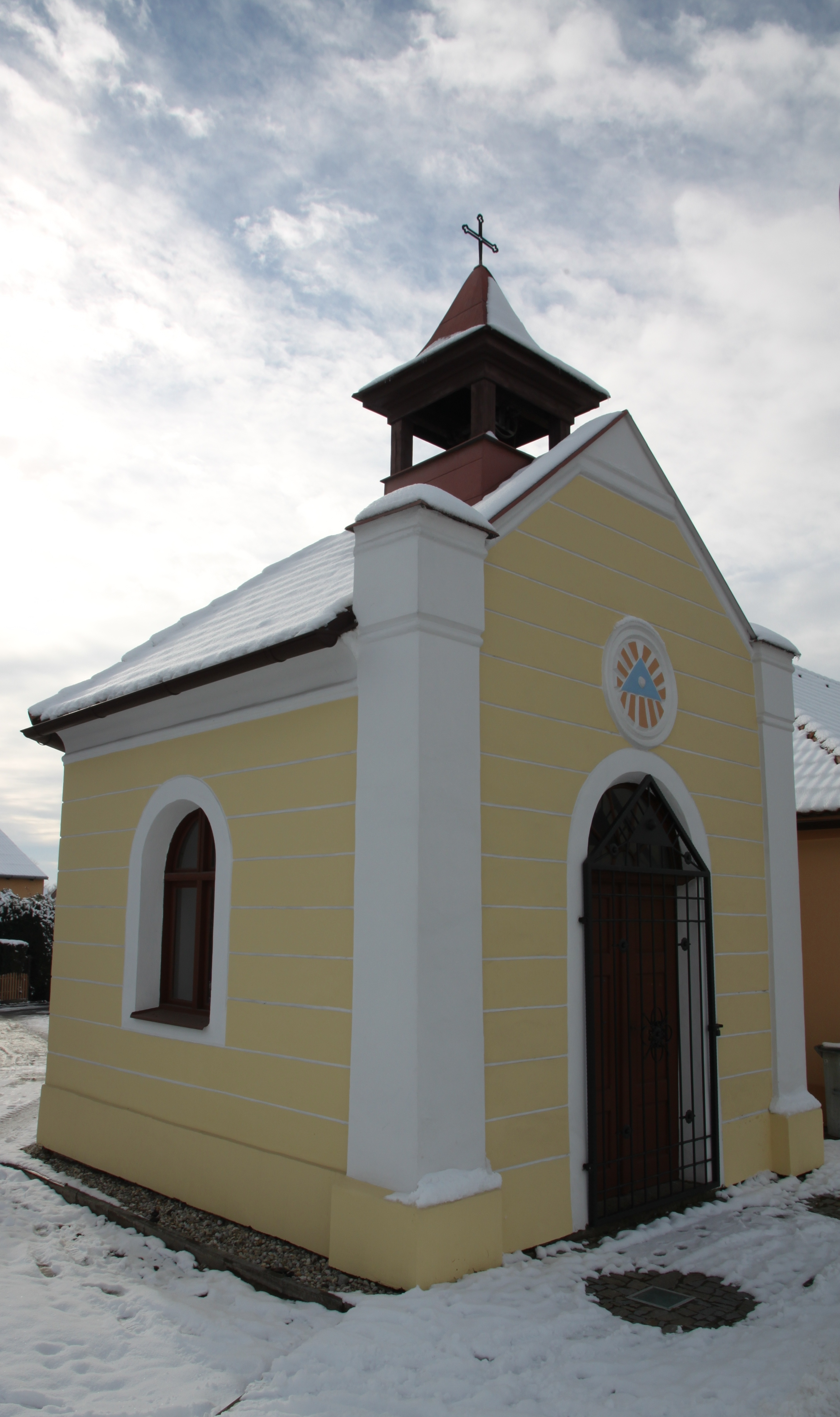
Kaple sv. Václava
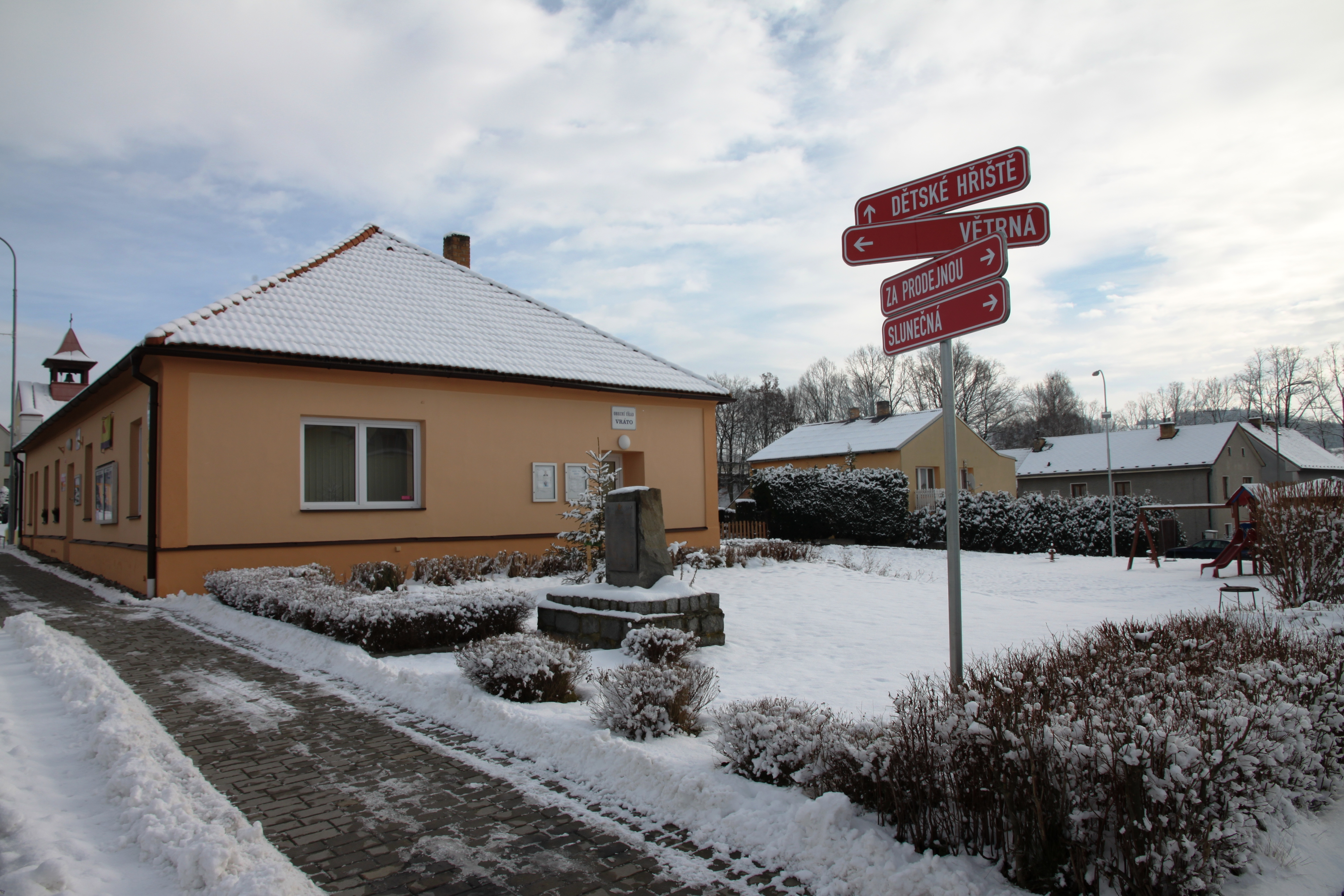
Obecní úřad a pomník padlým v 1. sv. válce
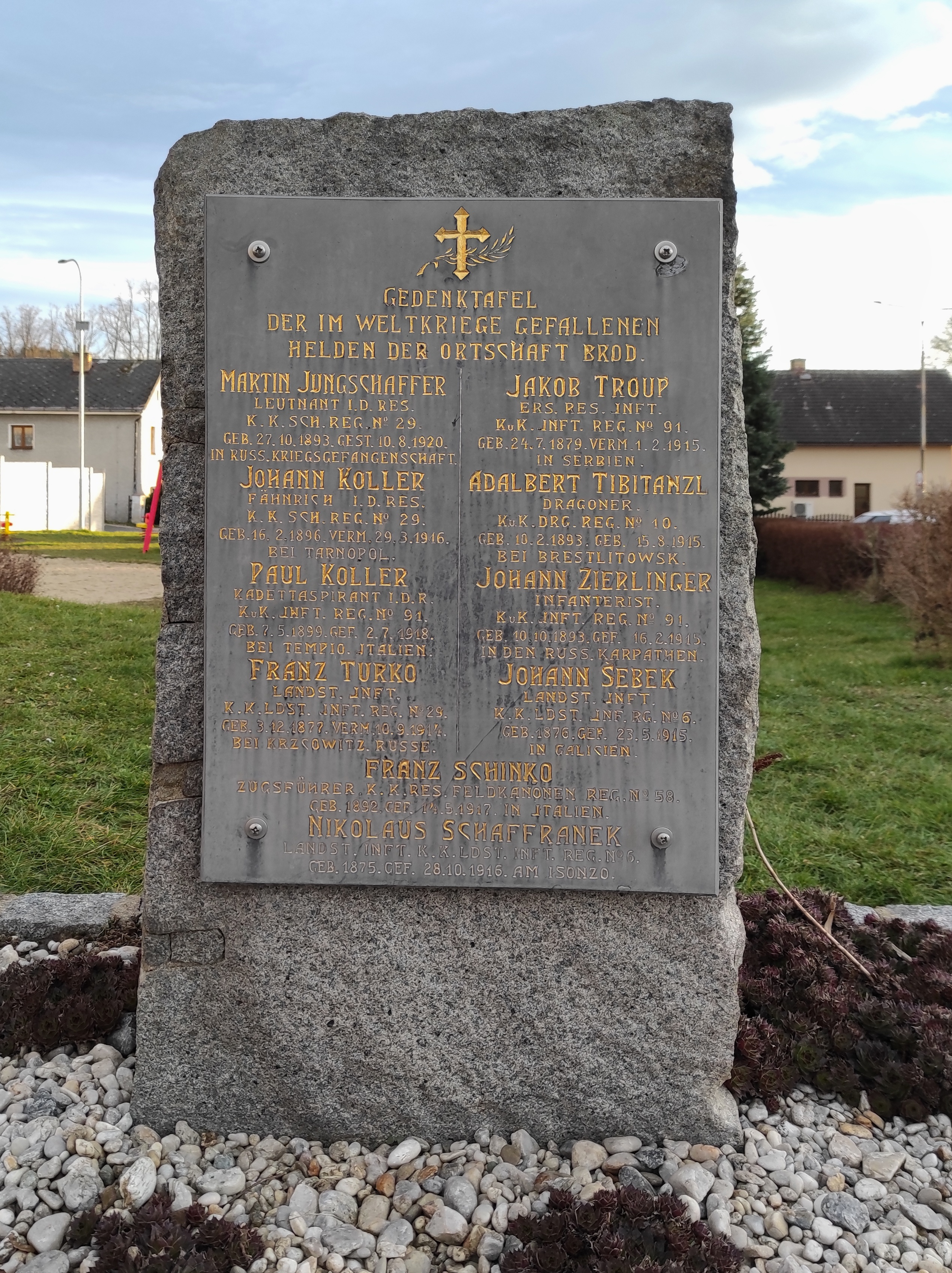
Pomník obětem 1. sv. války
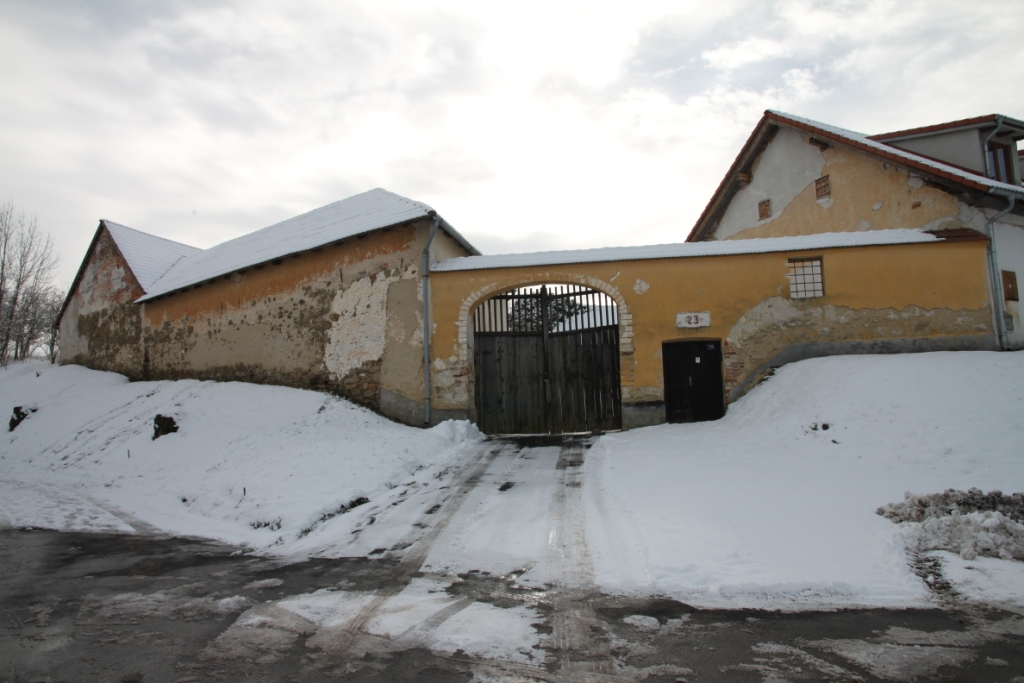
Zemědělská usedlost z 2. pol. 19. stol.
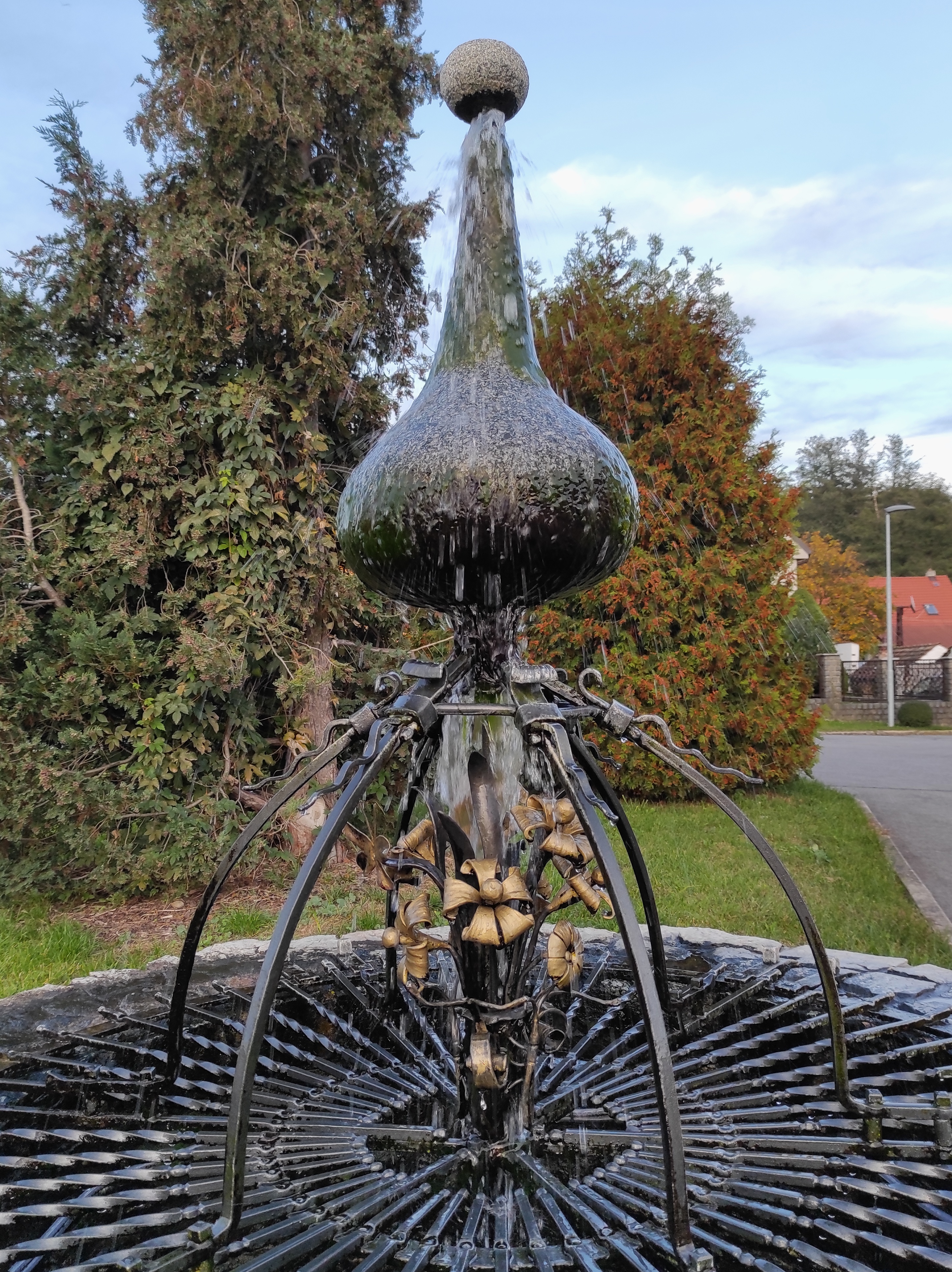
Kovaná mříž s fontánou na studni
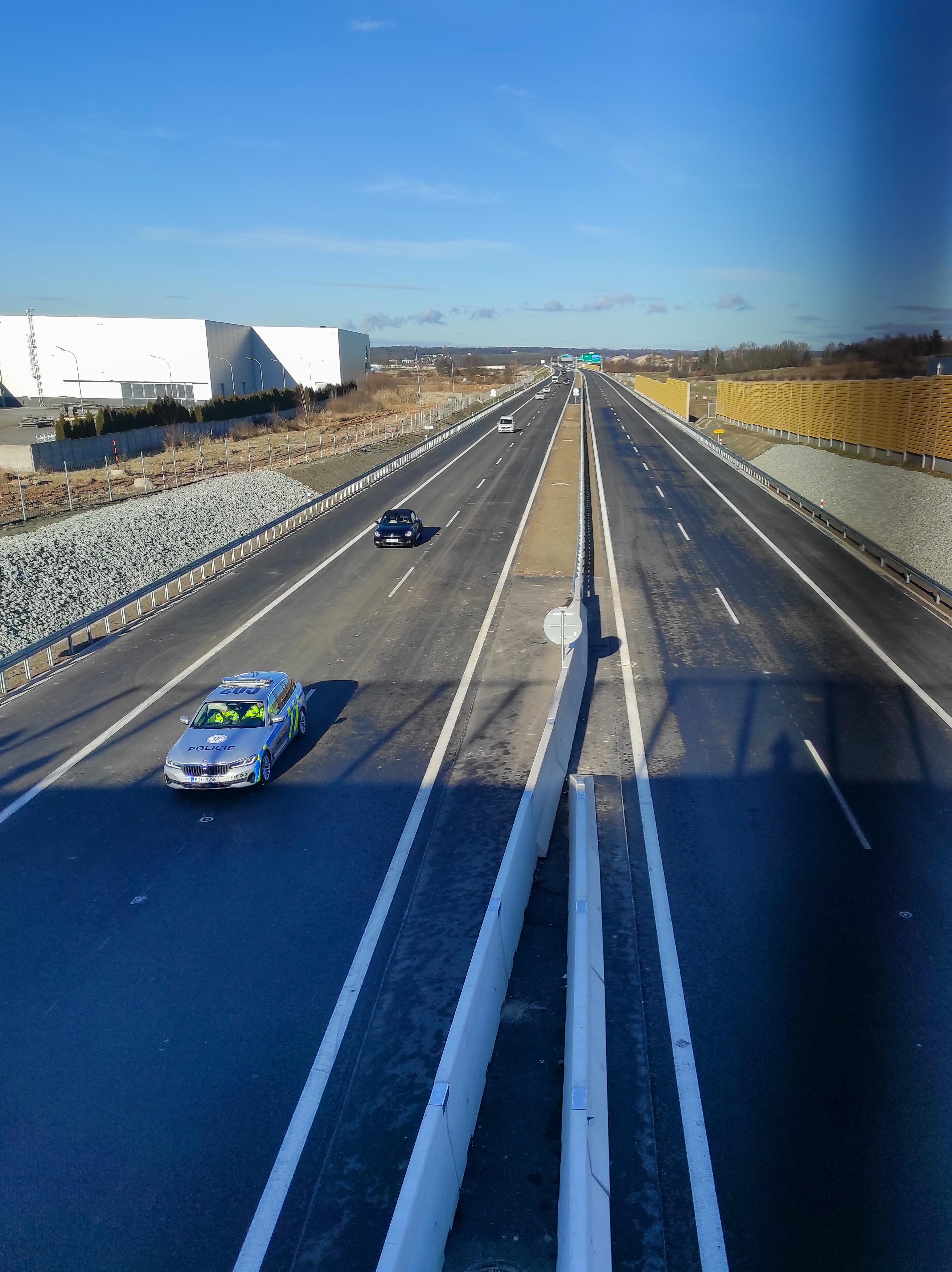
Dálnice otevřena 21.12.2024